# Споры бактерий
Споры бактерий — тельца круглой или овальной формы, которые образуются внутри клеток некоторых бактерий в определенные стадии их существования или при ухудшении условий окружающей среды. Споры бактерий устойчивы к различным физическим и химическим воздействиям и сохраняются в течение многих лет, не утрачивая свойства прорастать в вегетативную форму, что имеет значение в эпидемиологии ряда заболеваний. Известен случай, когда удалось оживить бактериальные споры возрастом около 30 миллионов лет.
Споры бактерий, в отличие от спор растений и грибов, не служат для размножения.

## Описание
Бактерии и другие прокариоты обладают способностью к спорообразованию, которая заключается в том, что при наступлении условий, неблагоприятных для жизни, клетка частично теряет воду, уменьшается в объёме и меняет форму, под внешней мембраной образуется плотная оболочка. В виде споры бактерия может выдерживать огромные механические, температурные и химические нагрузки. Например, некоторые споры выдерживают трёхчасовое кипячение или температуру жидкого азота. Также в виде споры более эффективно проходит расселение, потому что частично обезвоженная клетка имеет меньшую массу. Однако споры неустойчивы к ультрафиолету, как и вообще бактерии, и быстро погибают под таким излучением. Поэтому ультрафиолет часто используется для абсолютной дезинфекции.
Споры бактерий окрашивают по методу Пешкова или по методу Марцелли.

## История открытия
Впервые явление описано микробиологами Фердинандом Коном и Робертом Кохом. Кон открыл споры у сенной палочки, а Кох у сибирской язвы. Их научные статьи были опубликованы в одном номере журнала.